# 禁じられた遊び (小説)
『禁じられた遊び』（きんじられたあそび）は、清水カルマによるフィクション書籍。2018年にディスカヴァー文庫から刊行された。2018年本のサナギ賞受賞作。伊原家で起きた壮絶な悲劇から繰り広げる怪奇現象を描いたホラー作品。2023年4月9日にはコミックとしても発売されている。同年8月10日にはオーディオブックも配信されている。続編の「禁じられた遊び 再び」は2023年6月23日に発売。
2023年には映画版が公開された。

## あらすじ
伊原直人は妻の美雪、息子の春翔と共に悠々自適な生活を送っていたが、念願の自宅を購入した矢先、美雪が交通事故で帰らぬ人となってしまう。絶望する直人に対し、春翔は「ママを生き返らせる」と美雪の死体の指を庭に埋め、毎日呪文を唱え続ける。直人は母の死を受け入れられない春翔を憐んで、春翔の行為を見届けるしかなかった。
同じ頃、かつて直人に好意を抱いていたフリーのビデオ記者である倉沢比呂子の周辺で奇怪現象が起こり始める。比呂子はかつて直人との恋愛が噂されていたこともあった。元々霊能力を持つ美雪は比呂子達に嫉妬し、憎しみを持った怨霊として比呂子達の前に現れる。

## 登場人物
伊原 直人（いはら なおと）
主人公。念願の家を購入した矢先に妻の美雪を亡くしてしまう。息子の奇怪な行動を容認する。
伊原 美雪（いはら みゆき）
本作の元凶。直人の妻だったが、交通事故で他界。怨霊として直人達の前に現れる。
伊原 春翔（いはら はると）
直人の息子。母の死を受け入れられず、生き返らせようと奮闘する。
倉沢 比呂子（くらさわ ひろこ）
直人の元同僚であるフリービデオ記者。かつて直人に好意を抱いていた。

## 書誌情報
- 『禁じられた遊び』（2019年6月14日、ディスカヴァー・トゥエンティワン）ISBN 978-4-7993-2480-6
- 『禁じられた遊び ふたたび』（2023年6月23日、ディスカヴァー・トゥエンティワン）ISBN 978-4-7993-2957-3

## 映画
2023年9月8日に公開された。監督は中田秀夫、主演は重岡大毅と橋本環奈。PG12指定。

### キャスト
- 倉沢比呂子：橋本環奈
- 伊原直人：重岡大毅（ジャニーズWEST）
- 平丘麻那：堀田真由
- 柏原亮次：倉悠貴
- 伊原春翔：正垣湊都
- 黒崎邦明：猪塚健太
- 川崎：新納慎也
- 野田修子：MEGUMI
- 村田サチ：清水ミチコ
- サチの夫：諏訪太朗
- 直人の母：宮田早苗
- 大門謙信：長谷川忍（シソンヌ）
- 伊原美雪：ファーストサマーウイカ

### スタッフ
- 原作：清水カルマ『禁じられた遊び』（ディスカヴァー文庫）
- 監督：中田秀夫
- 脚本：杉原憲明
- 音楽：堤博明
- 企画・プロデュース：平野隆
- プロデューサー：小杉宝、岡田有正、大脇拓郎、田口雄介
- 協力プロデューサー：宇田川寧
- 宣伝プロデューサー：河野和孝、孤嶋健二郎
- 音楽プロデューサー：溝口大悟
- 撮影：今井孝博
- 照明：水野研一
- 美術：塚本周作
- 装飾：神戸信次
- 録音：秋元大輔
- 音響効果：大河原将
- 編集：青野直子
- キャスティング：吉川威史
- スクリプター：吉田久美子
- VFXプロデューサー：浅野秀二
- VFXディレクター：横石淳
- 衣装：加藤哲也
- ヘアメイク：外丸愛
- 助監督：佐伯竜一
- 制作担当：小野山哲史
- 配給：東映
- 制作プロダクション：ダブ
- 製作：映画『禁じられた遊び』製作委員会（TBSテレビ、東映、TBSスパークル、ジェイ・ストーム、毎日放送、CBCテレビ、TCエンタテインメント、RKB毎日放送、ジェイアール東日本企画、ディスカバリー・ネクスト、ダブ、北海道放送、ディスカヴァー・トゥエンティワン、闇）

### 主題歌
「えろいむ」
作詞・作編曲：笹川真生 / 歌：理芽